# Boy (Tony Cragg)

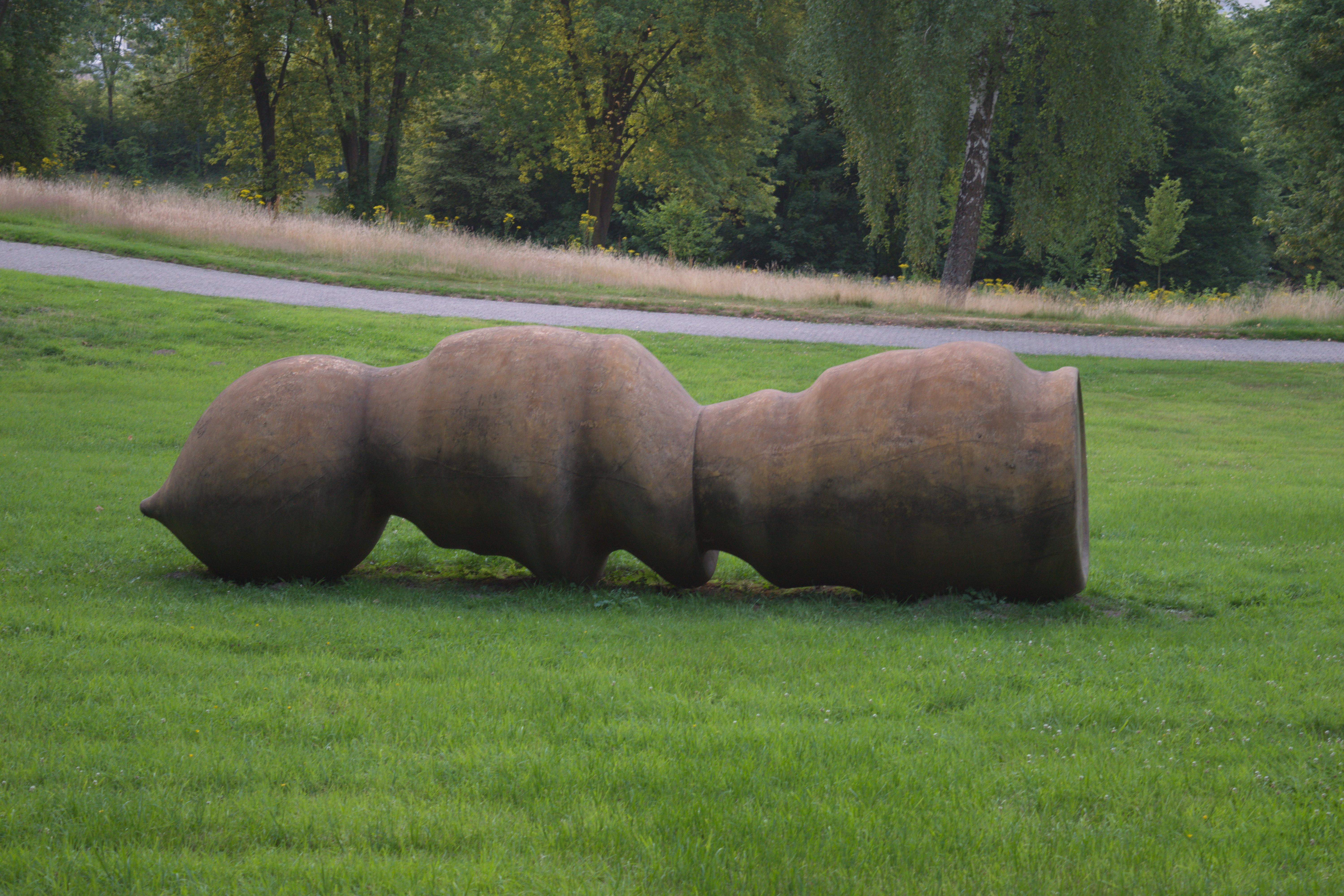
Boy (1996) in Wuppertal

Boy ist eine Bodenskulptur des britischen Bildhauers Tony Cragg, die unter anderem in Wuppertal im öffentlichen Raum ausgestellt ist.

## Lage
Es gibt mehrere Ausführungen dieser Skulptur. Eine davon befindet sich in dem sogenannten Barmenia-Park, einem kleinen öffentlich zugänglichen Skulpturenpark an der Hauptverwaltung der Barmenia Versicherung in Wuppertal. Eine weitere Ausführung gehört dem deutschen Energieversorger E.ON; ursprünglich  war sie in der großen Glashalle der ehemaligen Düsseldorfer Firmenzentrale und nach dem Umzug des Konzerns nach Essen dort ausgestellt.

## Beschreibung
Boy ist eine mehr als 6 m lange, kegelförmige Plastik, die auf dem Boden aufliegt. Auf der Website von Cragg ist auch eine Skulptur namens Boy aus dem Jahr 1996 vermerkt, deren Form mit der Wuppertaler Skulptur nahe verwandt, aber nicht identisch ist. Auf der Website sind zusätzlich für die Skulptur aus dem Material Kevlar die Maße 140 × 640 × 140 cm angegeben. Diese Maße können auch für die Wuppertaler Skulptur zutreffen. Die Bodenskulptur hat durch das Kevlar „eine gummrig-matte Oberfläche und sieht einem aufgeblasenen Riesenkondom nicht unähnlich.“ Nach einer anderen Quelle ist das verwendete Material Styrofoam.

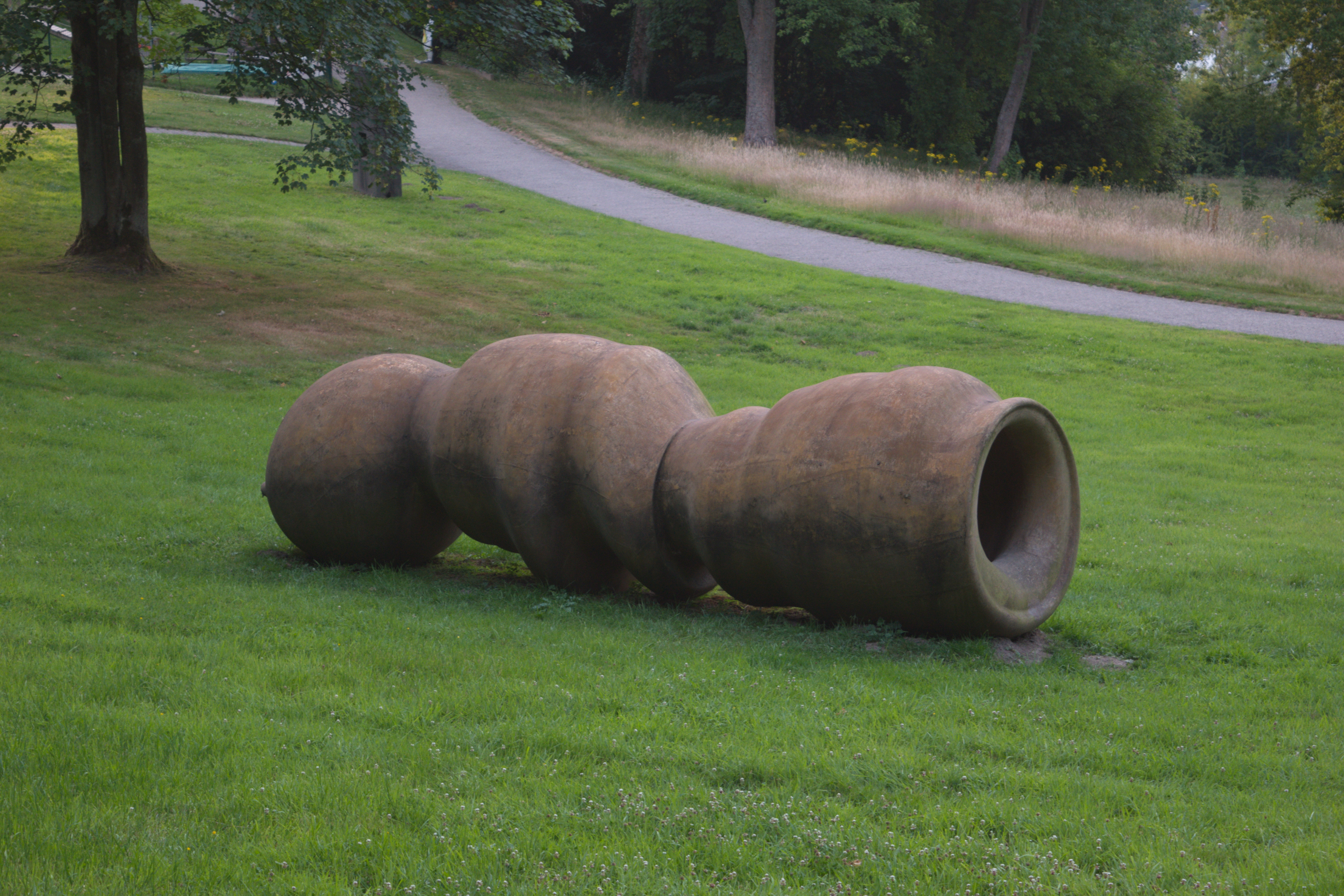
Anderer Sichtwinkel auf die Skulptur (Wuppertal)
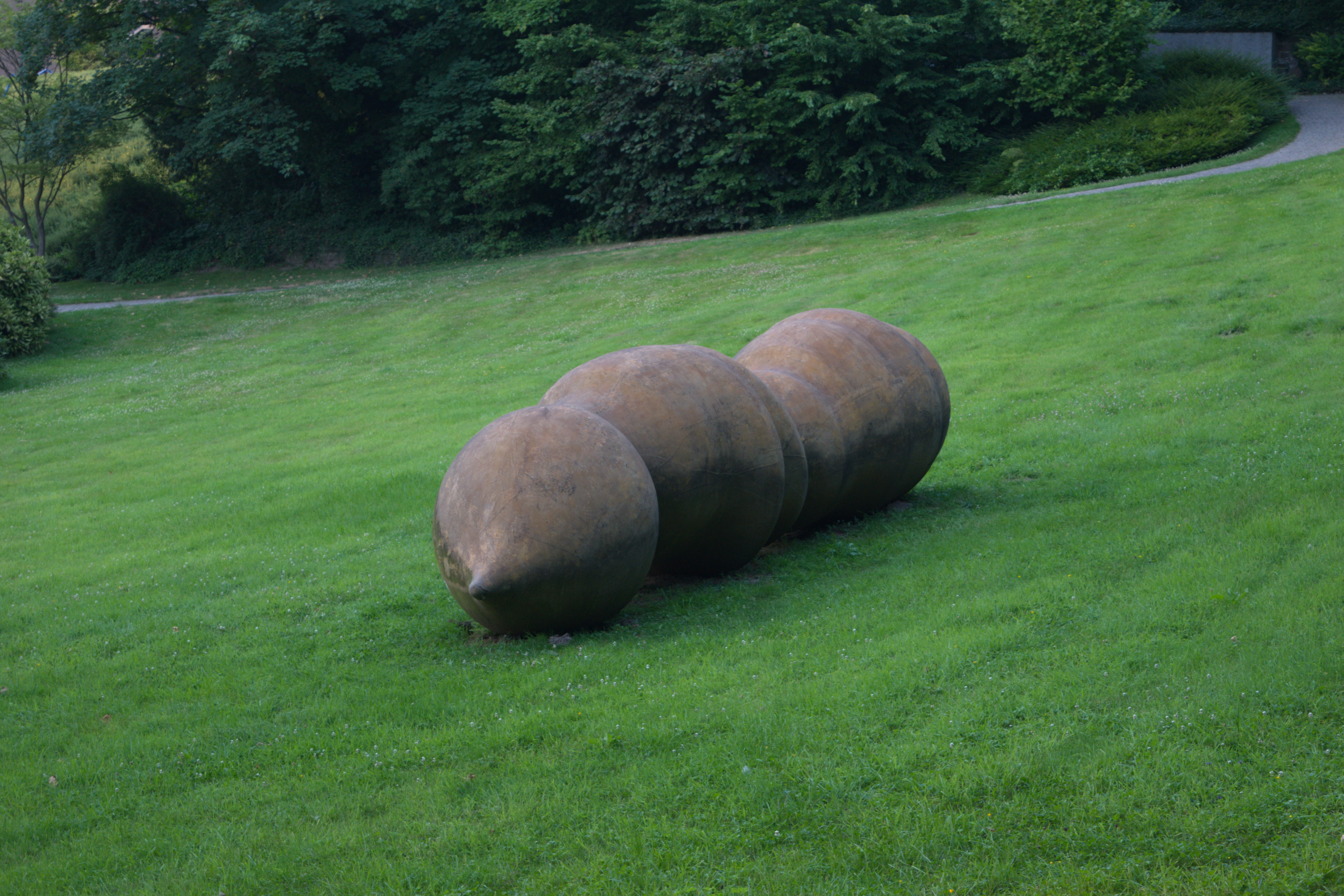
Anderer Sichtwinkel auf die Skulptur (Wuppertal)
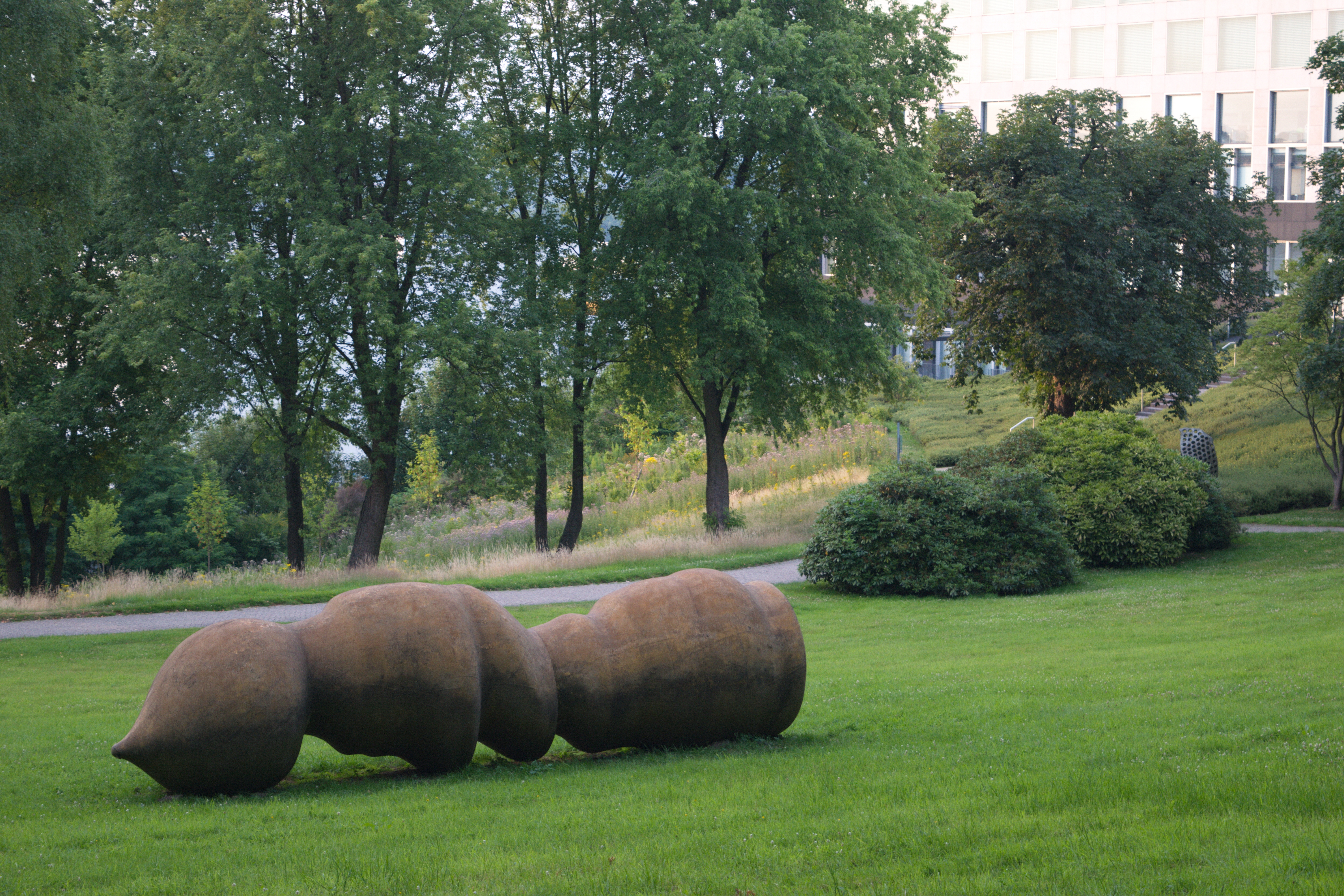
Anderer Sichtwinkel auf die Skulptur (Wuppertal)

Das Magazin Monopol schrieb 2011 dazu:

„[…] Dass Cragg auch die Disziplin der statischen Bodenhaftung beherrscht, beweist sein ‚Boy‘, eine erdenschwere Mischung aus Walross, Alien-Nachwuchs und Riesenbabyflaschenverschluss, der wahlweise auch als Molekülkette durchgehen könnte. Ein Ding mit vielen Gesichtern und noch mehr Möglichkeiten zur Transformation, ein echtes Cragg-Geschöpf eben.“

## Geschichte
Die Barmenia erwarb die 1996 entstandene Skulptur und ließ sie am 10. August 1999 im Barmenia-Park aufstellen.
Das Kunstmuseum Wolfsburg zeigte während der Ausstellung „Rudolf Steiner und die Kunst der Gegenwart“ im Jahr 2010 die Skulptur Boy. Auch das Duisburger Museum Küppersmühle für Moderne Kunst zeigte sie 2011 in der Ausstellung „Anthony Cragg – Dinge im Kopf“. Es war das Exemplar, das von der E.ON für die Ausstellung geliehen werden konnte.
Auch das ehemals in Düsseldorf bei E.ON stehende Objekt entstand im Jahr 1996.